# Ива Мари
Натали Мари Койл (бащино Нелсън;, родена на 19 септември 1984), позната професионално като Натали Ива Мари, е американска актриса, фитнес модел, придружителка и професионална кечистка, работеща с WWE под сценичното име Ива Мари.
През 2013 г. Койл подписа договор с WWE, и се премести в Представителния център на WWE в Орландо, Флорида и започна да тренира. През юли 2013, Нелсън направи своя дебют в главния състав, и месец по=късно стана придружителка на Близначките Бела, и също започна участие в реалити сериите Тотал Дивас като част от главните членове. През средата на 2015, Койл започна да се бие в дивизията при жените на NXT, където сформира съюз с Ная Джакс (наричайки се Мощния съюз) през ноември 2015.

## В кеча
- Финални ходове
  - Sliced Red #2[17][18] (Shiranui)[19][20] от 2015 г.; усвоен от Брайън Кендрик
  - Sliding reverse STO[21][22] – 2015
  - Sealed with a kiss – DDT – 2014
- Ключови ходове
  - Arm wringer[22][23]
  - Running big boot, понякога на пристигащ опонент[16][19][24][25]
  - Running back elbow, понякога на опонент на ъгъла[16][19][25]
  - Running senton[19][25][26]
  - Seated surfboard[25][27][28]
  - Schoolgirl[29][30][31][32]
  - Shoulder block, понякога последван от evasive cartwheel[16][33][34]
  - Side slam backbreaker[27][35]
  - Snap suplex, понякога последван от туш[19][22][26][28]
  - Tilt-a-whirl headscissors[17][36]
- Прякори
  - „Фаталната жена с коси като на пламък“[37]
  - „Червена Кралица“[38]
- Мениджъри
  - Ники Бела[32]
  - Ная Джакс[15][16]
- Придружавайки
  - Наталия[39]
  - Близначките Бела[40]
  - Съмър Рей[41][42][43]
  - Камерън[43]
  - Ная Джакс[44]
- Входни песни
  - „Top of the World“ на CFO$[45] (23 ноември 2013 – 31 декември 2013, 3 април 2016)
  - „Out of My Mind“ на CFO$ с участието на Chad Cherry[46] (14 февруари 2014 – 15 август 2014)
  - „Time To Rise“ на CFO$[47] (NXT; 3 юни 2015 – 2 септември 2015)
  - „Time To Rise (V2)“ на CFO$[47] (NXT/WWE; 19 септември 2015 – )

## Шампионски титли и отличия

### Фитнес модел
- Конкурс по пауъртек модел и фитнес (2012)[2]

### Професионален кечист
- Wrestling Observer Newsletter
  - Най-лошия мач на годината (2013) с Близначките Бела, Фънкодактилките, ДжоДжо и Наталия срещу Ей Джей Лий, Алиша Фокс, Аксана, Кейтлин, Роса Мендес, Съмър Рей и Тамина Снука на 24 ноември[48]